# Reproductor DVD

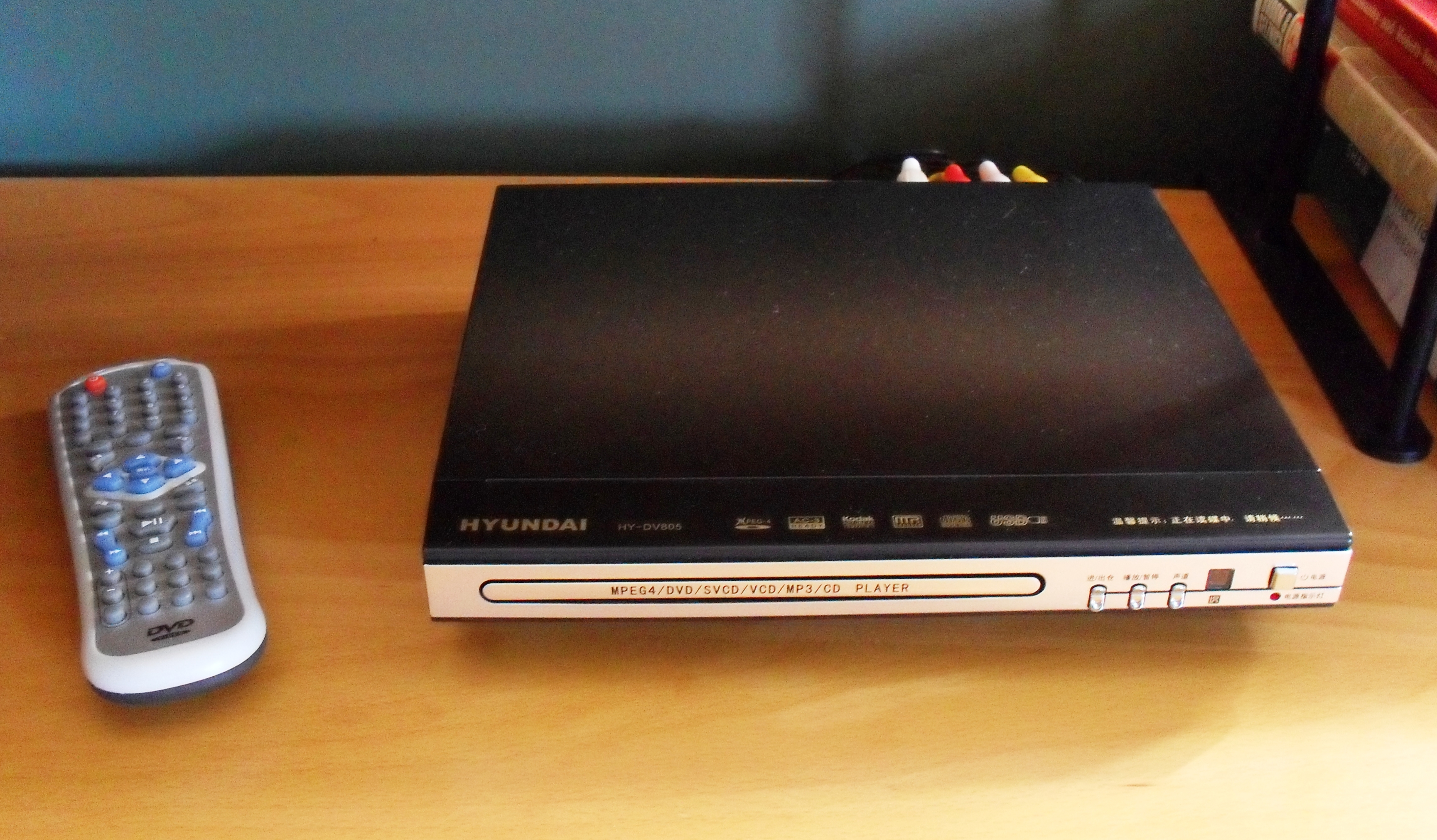
Un reproductor de DVD Hyundai i controlador remot

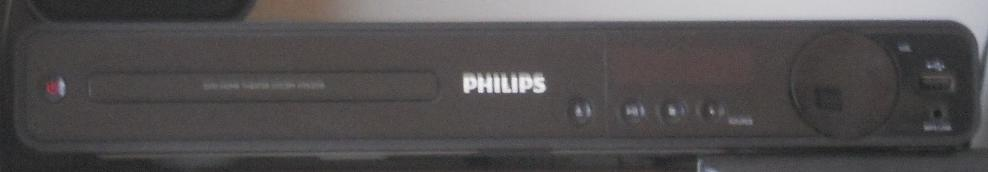
Un reproductor de DVD Philips

Un reproductor de DVD és un dispositiu que reprodueix discos dels estàndards tècnics DVD-Vídeo i DVD-Àudio, dos estàndards diferents i incompatibles. Alguns reproductors de DVD també reprodueixen CD d'àudio. Els reproductors de DVD es connecten a una televisió per mirar el contingut del DVD, el qual pot ser una pel·lícula, un espectacle de televisió gravat, o altre contingut.
El primer reproductor de DVD va ser creat per l'empresa Sony a Taiwan en col·laboració amb la Pacific Digital Company dels Estats Units dins 1994. Alguns fabricants van anunciar inicialment que els reproductors de DVD estarien disponibles a mitjans de 1996.
Aquestes prediccions eren massa optimistes. El lliurament inicial es va endarrerir per raons polítiques de protecció de còpia reclamada pels estudis de cinema, però es va endarrerir més tard per la manca de pel·lícules disponibles. Els primers reproductors van aparèixer al Japó  l'1 de novembre de 1996, seguit per reproductors als EUA el 26 de març de 1997 amb una distribució limitada a només 7 ciutats importants durant els primers 6 mesos.
Els reproductors es van anar estenent a poc a poc a altres regions al voltant del món. Els preus pels primers jugadors al 1997 era de 1000$ en amunt. Pel final de 2000, els reproductors estaven disponibles per sota dels 100$ a les rebaixes. El 2003, els reproductors esdevenien disponibles per sota dels 50$. Sis anys més tard del llançament inicial,  hi havia disponibles prop a mil models de reproductors de DVD de més de cent fabricant de productes electrònics de consum.
Fujitsu va posar a la venda el primer ordinador equipat amb DVD-ROM el 6 de novembre de 1996 a la Gran Bretanya. Toshiba va posar a la venda un ordinador equipat amb DVD-ROM i un dispositiu DVD-ROM al Japó a  principis de 1997 (endarrerit del desembre, i endarrerit abans del novembre). Els dispositius DVD-ROM de Toshiba, Pioner, Panasonic, Hitachi i Sony van començar a aparèixer en petites quantitats el gener de 1997, però cap va estar realment disponible abans del maig. Les primeres caixes d'actualització de PC (una combinació de dispositius DVD-ROM i targeta de maquinari descodificadora) esdevenien disponibles per part de Creative Labs, Hi-Val, i Diamond Multimèdia a l'abril i maig de 1997. Al 2014, cada fabricant  important de PC tenia models que incloïen dispositius DVD-ROM.
Els primers reproductors de DVD d'àudio van sortir al Japó de la mà de Pioner a finals de 1999, però no reproduïen discos protegits. Matsushita (sota les etiquetes Panasonic i Technics) van treure per primer cop reproductors de ple dret el juliol de 2000 per 700$ a 1,200$. Llavors, també fan reproductors d'àudio DVD Aiwa, Denon, JVC, Kenwood, Madrigal, Marantz, Nakamichi, Onkyo, Toshiba, Yamaha, i altres. Sony va treure els primers reproductors de SACD el maig de 1999 per 5,000$. Els primers DVD d'àudio de Pioneer que van sortir a finals de 1999 també reproduïen SACD. També fan reproductors de SACD les empreses Accuphase, Aiwa, Denon, Kenwood, Marantz, Philips, Agut i altres.

## Detalls tècnics

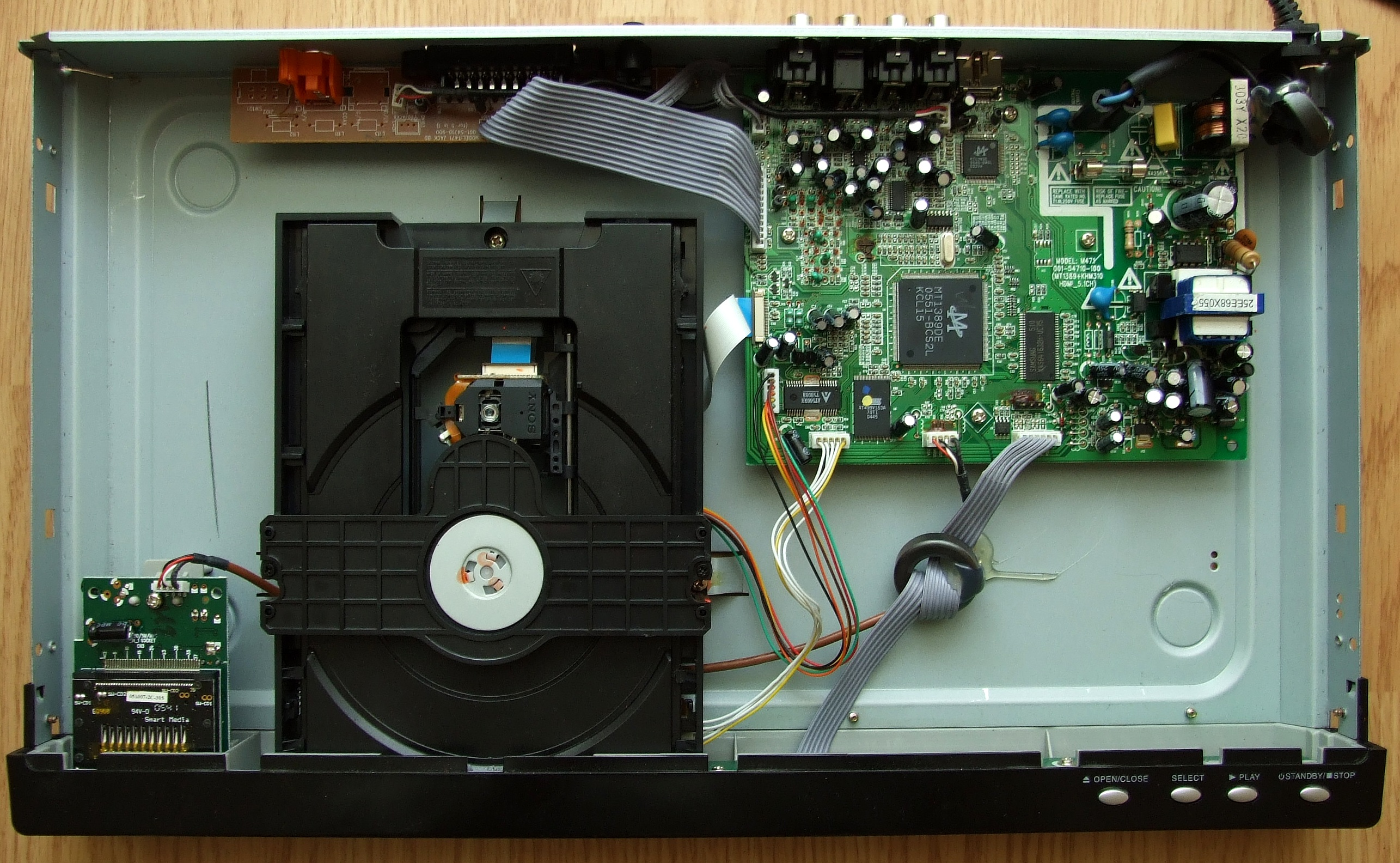
L'interior d'un reproductor de DVD

Un reproductor de DVD ha de realitzar aquestes tasques:
- Llegir un disc de DVD en format ISO – UDF 1.02
- Opcionalment, desxifrar les dades amb CSS i/o Macrovision
- Llegir i obeir els codis de limitació regional de DVD i mostrar un avís si el reproductor no està autoritzat per reproduir el DVD
- Descodificar el flux de vídeo MPEG-2 amb un màxim de 10 Mbit/s (pic) o 8 Mbit/s (continu)
- Descodificar so en formats MP2, PCM o AC-3 i sortida (amb opcional AC-3 a mescla estèreo) en connector estèreo, connector òptic o connector digital elèctric
- Sortida a senyal de vídeo, ja sigui un d'analògic (en format NTSC o PAL) en connectors composite, S-Vídeo, SCART, o vídeo per components, o un de digital en connectors DVI o HDMI.
- Els reproductors de DVD no poden reproduir discos Blu-ray. Tanmateix, la majoria de reproductors de Blu-ray són compatibles enrere i reprodueixen DVD.

## Reproducció de CD/DVD/AVI/MP4
A més, la majoria de reproductors de DVD permeten els usuaris de reproduir CD d'àudio (CD-DA, Mp3, etc) i Vídeo CD (VCD). Alguns inclouen un descodificador de cinema domèstic (p.e. Dolby Digital, Digital Theater Systems (DTS). Alguns dispositius més nous també reprodueixen vídeos en el sistema de compressió MPEG-4 ASP (com el DivX), popular a l'Internet.

## Reproductors portàtils
La majoria de reproductors de DVD s'an de connectar a una televisió; hi ha dispositius portàtils que tenen una pantalla de LCD i altaveus estèreo. Els reproductors de DVD portàtils s'utilitzen per viatges llargs. Sovint tenen un endoll pel 12V per poder-los endollar en cotxes. Alguns models tenen dues pantalles, de manera que dues persones en el seient posterior poden mirar la mateixa pel·lícula. Altres reproductors de DVD portàtils tenen una sola pantalla que s'obre amunt com una pantalla d'ordinador portàtil.

## Sortides

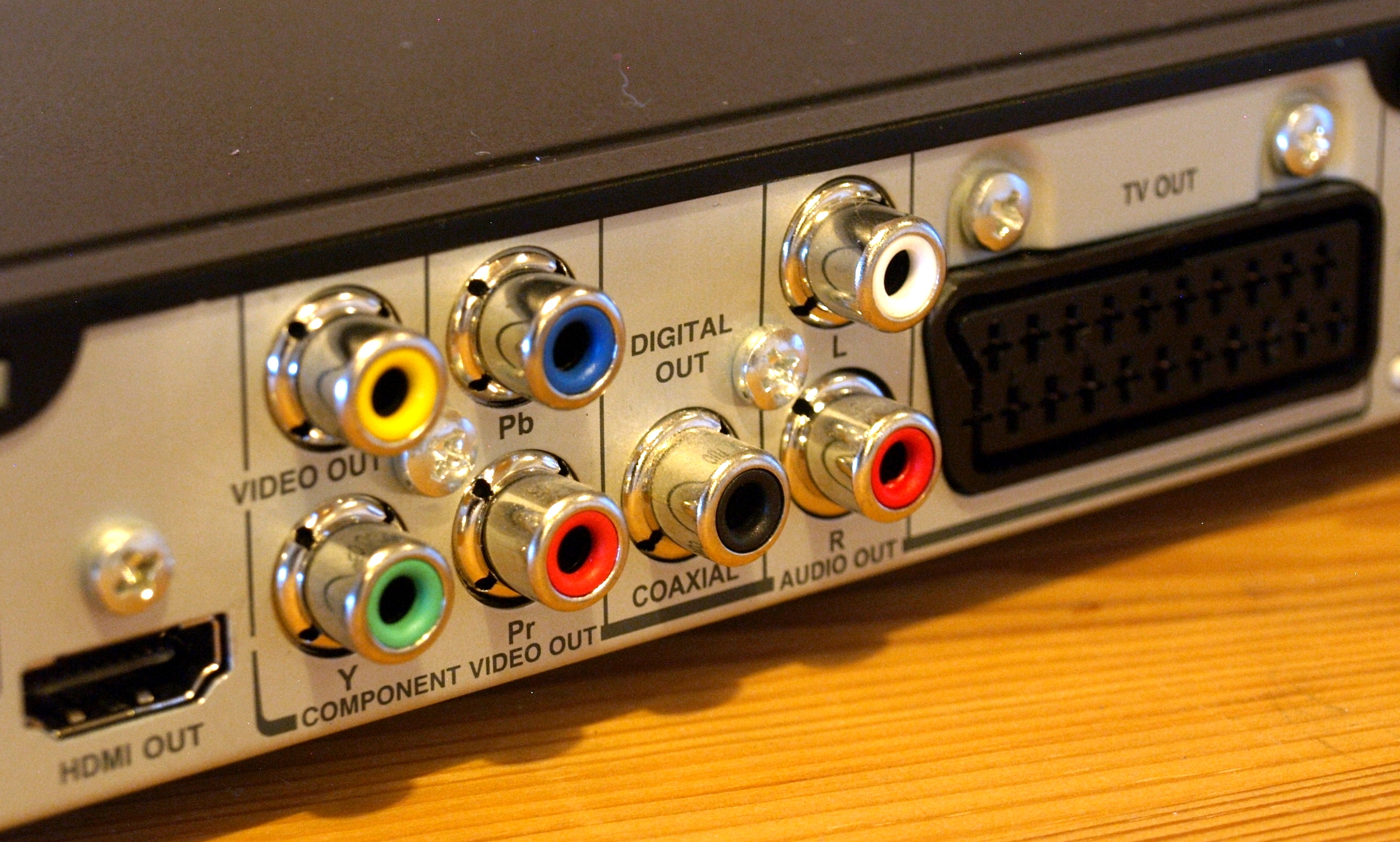
Sortida

Degut als múltiples dispositius de sortida d'àudio (i vídeo), hi ha moltes sortides en un reproductor de DVD, com un jack RCA, sortides de components, i una sortida d'HDMI. Això pot crear confusuins entre els consumidors a l'hora de connectar un reproductor a una televisió o amplificador. La majoria de sistemes inclouen un connector d'àudio digital opcional, que s'emparella amb una entrada similar en l'amplificador. La connexió física són típicament connectors de RCA o TOSLINK, els quals transmeten un flux S/PDIF que porta àudio digital sense comprimir (PCM) o les dades originals d'àudio comprimit (Dolby Digital, DTS, àudio MPEG) perquè el descodifiqui l'equipament d'àudio.